# 陕军

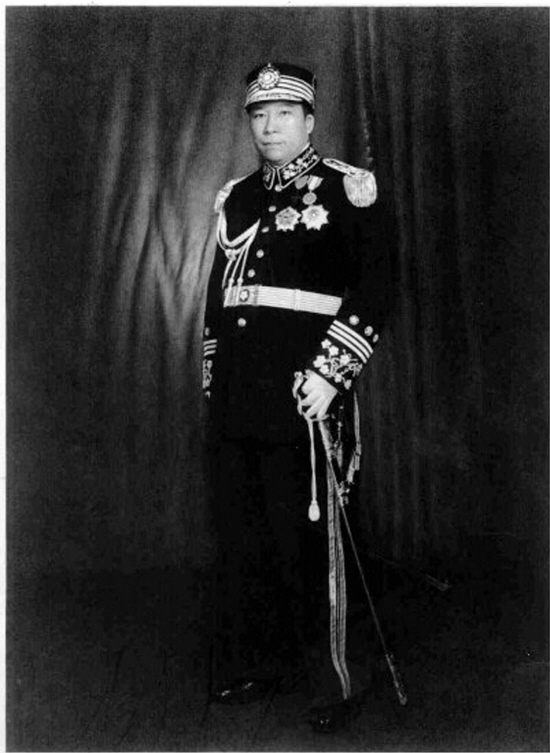
杨虎城

陕军是民國北洋軍閥派系西北軍中一支重要支系，由陕西將領杨虎城指揮。其出身关中刀客，早年参加护法战争任陕西靖国军第三路司令，护法战争失败后北走陕北，依附于陕北镇守使井岳秀，编为陕北镇守使署补充第10团。北京政变后参加国民军，改编为陕军第三师，又改国民三军第三师，与李虎臣部共同进行著名的西安保卫战。西安解围后编为冯玉祥国民革命军第二集团军第10军。

## 沿革

### 西安事变前的杨虎城系第十七路军
1929年上半年，与韩复榘、石友三、马鸿逵等人一齐背冯投蒋，杨虎城部被编为第七军（该军番号原属桂系，蒋桂战争后，蒋介石为表示对桂系部队合法性的否认，将该番号转给杨虎城），辖第17师。在蒋唐战争中击败唐生智。1930年中原大战中编入中央军何成浚讨逆第三军团，有八个旅：
- 49旅（冯钦哉）
- 50旅（马青苑）
- 51旅（孙蔚如）
- 补充1旅（曹释文）
- 补充2旅（待查）
- 补充3旅（姚丹峰）
- 补充4旅（王乃文）
- 补充5旅（待查）

中原大战后，杨虎城率部追击西北军进入陕西，蒋介石任命邵力子任陕西省政府主席，杨虎城为西安绥靖公署主任，其第七军扩编为國民革命軍第十七路軍，被称为“陕军”：
- 第十七路军总指挥杨虎城
- 第十七路军参谋长韩光琦
- 第三十八军军长孙蔚如
  - 第17师师长孙蔚如兼
    - 第49旅王毅武
      - 第97团任云章
      - 第98团李俊彦
      - 第99团张之因

    - 第51旅赵寿山
      - 第100团李维民
      - 第101团张骏京
      - 第102团张世俊

    - 补充旅耿志介
      - 补1团程鹏九
      - 补2团孙子坤
      - 补3团陈际春
- 第七军军长冯钦哉
  - 第42师师长冯钦哉兼（1931.4.10--1937.3） 副师长郭仰汾
    - 第124旅武士敏
      - 第247团邢占鳌
      - 第248团景行/王宏业
      - 第249团王宏业

    - 第126旅柳彦彪
      - 第250团王克敬
      - 第251团薛如兰
      - 第252团楚宪曾

    - 师直属补充团李文澄
    - 师直属第4团王明钦
- 陕西警备第1旅王俊（黄埔3期），副旅长王子伟（黄埔4期、陆大十期、南京兵学研究院）
  - 第1团申及智驻户县
  - 第2团李家骥/王子伟兼，驻周至
  - 第3团刘威诚驻宝鸡、眉县一带
- 陕西警备第2旅：原系安康绥靖区部队改编，1936年调西安驻扎西关飞机场，守西城门。张鸿元（张舟屏、张飞生）调为绥署参议/1936年10月孔从周
  - 第4团沈玺亭、鲁秦侠，副团职兼第一营营长张惠民
  - 第5团韩子芳、郑培元
  - 第6团唐德楹
- 陕西警备第3旅孙友仁
  - 第7团张英三
  - 第8团杨复震
  - 第9团王镇华
- 绥署特务1团（孔从周、孙辅丞）
- 绥署特务2团（阎揆要）
- 绥署特务3团（刘子潜）
- 骑兵团（孟庆鹏、张廷祥）
- 教导营（李振西）
- 特务营（宋文梅）
- 卫士队（白士彬）

杨虎城部在围剿红二十五军作战中，于蔡窑裕、九间房、桃花岭、华阳镇翟唤战斗，陕西警备第1、2、3旅和第42师柳彦彪旅的两个团先后受歼灭性打击，原任旅长的张汉民被俘后遭误杀，张鸿远受伤，唐嗣桐（黄埔一期）被俘。1935年除夕，红四方面军进攻陕南，克宁强县城，守军杨竹荪团被歼，团长阵亡，刘文伯、王劲哉部退走，勉县也被红军攻占，红军又继续进攻汉中、褒城，时驻守汉中的是第三十八军军长孙蔚如所率段象武第50旅，褒城为耿景惠团，红军攻城数曰未克，又退回川北。

### 陕军支系杨渠统部
杨虎城的陕军第十七师第四十九旅杨渠统部，是1929年杨虎城在河南南阳作战时收编的部队。1931年11月，陇东土军阀、甘军新编第13师师长陈珪璋与杨虎城部孙蔚如第17师及下属的杨渠统第49旅、段象武第50旅联兵西进夺取甘肃省政。在定西巉口镇与西北军恶战一场取胜。1931年12月1日联军进占兰州。孙蔚如以甘肃宣慰使兼甘肃省主席身份入主省政，统揽甘肃军政大权，命杨渠统为兰州警备司令，陈珪璋无职无名住进了省政府西花园。1932年2月20日(农历正月十五元宵节)晚，陈珪璋应邢启堂邀请，带几名卫士到佛照楼玩牌赏灯，杨渠统部特务营长杜耀宗率数十名士兵冲进佛照楼，声称抓逃兵，挟持陈珪璋去甘肃省警备司令部谈话。陈珪璋被挟持到甘肃省政府被活埋于西花园枯井中。是夜，陈珪璋在兰州部队在毫无准备的情况下被包围解决，并封锁消息。2月21日夜，杨渠统旅留驻平凉黄照华团偷袭陈珪璋部平凉驻军，陈珪璋部仓促应战，天将明时，均被缴械。平凉遂被孙部占领。陈珪璋部驻灵台之第一旅，驻西峰之第五旅及留守泾川之第三旅，共计约五六千人逃往庆阳一带。后第一旅被杨渠统收编，旅长谢绍安“解甲归田”，第五旅往陇西投奔鲁大昌。杨渠统以陇东绥靖司令名义，驻防平凉。1934年10月蒋介石为削弱杨虎城的势力，把第49旅改编为新编第5师，师长杨渠统，调河南省漯河归刘峙节制。1935年夏改称第167师，辖2旅4个步兵团：
- 师长杨渠统
- 第499旅旅长晁广顺，团长刘志勘、仇良明；
- 第501旅旅长薛蔚英（黄埔一期第四队），团长高紫岳、岳铁僧。

1937年参加淞沪抗战。1938年2月奉命炸毁津浦铁路淮河大桥。1938年3月调入第十六军。对该师加以改造，进了一大批黄埔生，团、营、连军官大幅调整中央化。1938年6月24日，第167师在武汉会战长江马当要塞作战，师长薛蔚英（黄埔）就提出要走小路增援马当，走山区小路晚到2天，贻误战机。7月2日，奉令后撤整理。被撤销师番号。1938年8月15日师长薛蔚英因“赴援马当，托故迟延，不听指挥”被军法枪决。所部被第七十九军第118师（师长王严）收编，融入土木系骨干部队。

### 西安事变后分化为三大派系
西安事变后，警备第一旅王俊部、警备第二旅沈玺亭和唐得楹的2个团、第17师49旅旅长王劲哉部相继投向南京国民政府，共14个团约2万余人脱离了十七路军。原17路军仍有两个师、两个独立旅、两个直属团（教导团与骑兵团）约四万多人在孙蔚如领导下未叛离杨虎城。
警备第一旅先被编入第177师。留守陕西河防。1939年4月被改编为“新27师”，师长张坤生，副师长王俊（1939年8月接任师长），团长刘恩荫等。1940年1月转隶第八十军进驻中条山。
警备第二旅下辖的沈玺亭和唐得楹的2个团，从鄠县徒步到临潼乘火车，由别动总队第一支队护送出潼关，到河南后被开封绥靖公署主任刘峙改编为独立第19旅，辖4个团，委任沈玺亭为旅长，唐得楹为副旅长兼团长，第2团团长张惠民，驻尉氏县整训。后被调洛阳改编为第166师某旅，唐德楹任旅长。沈玺亭调任军政部少将部副。

#### 王劲哉部
西安事变后1937年2月杨虎城第十七路军第49旅旅长王劲哉率第98团、补充1团叛出陕军投蒋，被编为独立第20旅，后改为新编第35师，少将师长王劲哉，少将副师长谢靖，少将参谋长沈澄，隶属于刘峙的驻豫绥靖公署。驻开封，王劲哉兼开封警备司令。此时所部约3000余人。
1937年抗战爆发后，编入刘峙的第二集团军。执行抓捕山东省政府主席韩复榘。后编入汤恩伯第二十军团，参加1938年3月台儿庄战役后，将淞沪抗战退下来的杨渠统的一个师残部编为补充团。
- - 第一团：团长石杰三（兰封会战中阵亡）/李俊彦，副团长李德兴
  - 第二团：团长任兰圃，副团长马继武
  - 第三团：团长王泮初，副团长卢健
  - 补充团：团长李俊彦/程权五，副团长程权五

移防河南归德，策应李宗仁第五战区的大撤退。后增援山东郓城，解菏泽之围，损失过半。后又参加了围攻兰封土肥原贤二师团的战斗。突围到河南太康，转隶豫鄂边区总司令汤恩伯的第31集团军第十三军。收容散兵人员，增加补充为5000左右。武汉会战时在九江乌头镇阻击日军战斗中损失惨重，防守瑞昌，立下战功。退至鄂南的咸宁、蒲圻休整补充。在鄂南等县自行收缴吞并当地的地方自卫抗日武装，以充实自己的部队。1938年11月改为第128师。王劲哉任第十三军中将副军长，谢靖任代师长，辖第382旅（李俊彦）、第384旅（古鼎新）。382旅（李俊彦）调归第十三军。为避免被汤恩伯吞并，1938年冬，率部从蒲圻北渡长江，乘虚进入当时日军还没占领的洪湖（当时是沔南地区）、沔阳（今仙桃市）地区，采取硬吃、诱降的方式，吞并了当地的川军游杂邹兴的2000人枪、汉川叼汊湖一带的新四军周干臣部收编为一个团，不久就找个借口将周除掉；以独立旅旅长之职相诱收编了天门潘尚武的自卫军1800多人枪；后来连已被国民党收编的驻防潜江老新口的游击纵队第五支队管子芳。被占踞的六个县的保安队也被缴械。不到一年的时间，队伍滚雪球般地迅速扩大为15个团，一年后又扩大为30个团近三万余人，基本上形成了以洪湖为中心，逐步扩大到沔阳、天门、潜江、监利、汉川、江陵等6个县地盘，其势力还曾发展到云梦、华容、汉阳等地，建立起了一个自成一体，不听国民党政府领导的体系，并在洪湖防区。自行扩编为师辖旅制。改隶郭仟的宜昌长江上游防守司令部、第五战区，名义上归入第29集团军（川军，司令官王缵绪）。1939年2月，128师撤旅改为三团制，中将师长王劲哉，少将步兵指挥官古鼎新，划归第五战区直辖，1939年12月王劲哉兼任汉沔游击区中将指挥官，听任128师自治。128师师部最初设在沔阳县彭场、沔城等地。1939年12月10日日军占领沔城后，王劲哉将师部移驻洪湖的峰口。1943年2月到3月，日军决定对湖北省中部的游击队发动有组织性的毁灭作战，动用了日军第11军3个师团规模，还加上伪军共计十万之众。1943年2月13日，日伪军重兵合击128师，该师第382旅（旅长古鼎新）叛国投敌，该师对日作战失利，部队溃散，2月25日，王劲哉在监利柳关镇官湾附近被日军骑兵俘虏。李德兴、杨秀峰、程权五、任兰圃等均被俘。

#### 冯钦哉部
西安事变后，冯钦哉率第42师叛出陕军投蒋，被扩编为第二十七路军。1937年8月20日第二十七路军奉命由大荔县、韩城防地开拔，到潼关、华阴附近集结，陆续乘车向石家庄前进。 从下火车的9月2日到10月27日，短短两个月不到的时间，169师从河北保定石家庄一带，随着战役需要不断调防，先后经历了河北满城战役、保定城南八里庄、岳家庄戦斗、郭庄、杨村战斗、东、西金山里遭遇战、滹沱河阻击战、贾庄遇袭战、常家坪戦斗、卧虎石、山头村、铜花林一带阻击战大大小小十余次战斗。损失极为惨重。
1937年9月第二十七路军改为第十四军团。下辖
- 第42师：师长柳彦彪（1937.3--1939.10.22）
  - 第124旅旅长郭景堂（黄埔一期）
- 第169师（武士敏）
  - 第505旅旅长行海亭
    - 第1009团团长：张莅廷。二营营长杨云波、三营营长席德魁
    - 第1010团团长：潘锡畴 团附：武兆元。二营营长李步霄，苗营
    - 第507旅旅长王宏业
      - 第1013团团长：黄维华。
      - 第1014团团长：赵子章。一营营长刘禹干，第二营刘秉元

1939年3月冯钦哉第十四军团改编为第九十八军，驻中条山区，隶属第14集团军：
- 军长：
  - 馮欽哉〔1939年3月～1939年10月〕
  - 武士敏〔1939年10月～1941年11月〕
  - 刘希程(1941年11月～1944年12月)
- 副军长
  - 王根僧〔1939年3月～〕（黄埔四期）
  - 柳彦彪〔1939年3月～〕
  - 王宏业
  - 彭克定（黄埔二期）
  - 郭景堂(郭仰汾，黄埔一期，1942年3月30日-1944.12)
- 第42师，师长柳彦彪兼（1937.3--1939.10.22）/王克敬(王明钦，1939.10.22--1941.9.30被俘)/王宏业（1941.9.30--1942.5.23）/郭景堂(兼1942.5.23--1942.8)/彭克定（黄埔二期1942.8--1943.10.1）/姚升瀛(1943.10.1--1944.10.1)/李德生(1944.10.1--1945.1.26)
- 第169师，师长武士敏(-1939.10)/郭景堂(郭仰汾，黄埔一期，1939.10-1942年3月30日)/曹玉珩（黄埔四期）/谢清华（黄埔三期）。1946年5月改为整编第169旅。1947年1月4日鲁南战役中在卞庄地区突围被歼，整编师副师长曹玉珩、整编旅旅长谢清华被俘。

1941年5月，中条山战役中，该军被曰寇包围，在八路军掩护下转入太岳根据地休整。1941年9月，日军九路围攻作战中损失惨重，军长武士敏自戕，师长王克敬被俘后殉职。1941年11月，该军残部经过收容，重新整补，黄埔一期刘希程继任军长，逐步演变为中央军嫡系部队。调往大西南地区，归入中国远征军驻守滇西。1944年12月番号撤消，所部缩编为第169师改隶第二十六军。

#### 孙蔚如部
1937年4月30日杨虎城被逼出国，第十七路军被撤销，陕西警备各旅等部编为第177师，由原绥署参谋长李兴中任师长，隶属孙蔚如第三十八军：
- 军长孙蔚如
- 副军长段象武
- 第17师，师长赵寿山
- 第177师，师长李兴中（原任绥署中将参谋长），副师长王根僧（原任绥署少将参谋处长），政治部主任郭则沉。1938年3月，许权中改任参谋长。
  - 第529旅旅长许权中/1938年3月杨觉天黄埔一期
    - 第1057团团长阎揆要
    - 第1058团团长韩子芳

  - 第530旅旅长任云章
    - 第1059团团长孙洁生
    - 第1060团团长王云山

  - 补充团团长杨复震
- 教导团团长李振西
  - 二营长严维良
  - 三营长钟期恭
- 骑兵团

抗日战争爆发后。1937年7月21日，第17师赴华北前线作战。8月28日，第177师在三原召开欢送第529旅赴前方参战大会。第529旅参加了忻口会战，阎揆要的第1057团原有200多名共产党员，忻口战后只剩下60多名党员，第二营全部损失；第529全旅3000余官兵，忻口战后仅剩800余人。第177师师长李兴中、副师长王根僧奉命把驻洛川、三原的第177师（欠第529旅）开赴禹门口黄河西岸构筑国防工事。
1938年4月底，第177师奉命读过黄河进入晋西南作战。
1938年6月免去孫蔚如的陕西省主席职务，成立第三十一军团，孫蔚如任军团长，下辖：
- 第三十八军（军长赵寿山）
  - 第17师，赵寿山兼任师长；
  - 独立第46旅（原陕西警备第2旅），孔从周任旅长。1940年独立第46旅和晋南反正的伪军一部合编为新编第35师，师长孔从周/戚文平
- 第九十六军：1938年6月第177师扩编为第九十六军。军长李兴中，副军长王根僧，参谋长张韬安
  - 第177师，师长李中兴兼/陈硕儒（第17师副师长升任）。驻解县虞乡黄家窑。副师长任云章兼530旅旅长。辎重营营长李锦峰升任野战补充团团长，529旅旅长由孙洁生接任。陈依萍升任1057团团长，王汝照升任营长。杨异青任1059团团长。补充团团长杨复震
  - 独立第47旅（原陕西警备第3旅）：王镇华任旅长。后为杨复震。1942年扩编为新编第14师，陈子坚任师长。
- 教导团团长李振西
- 骑兵团

1938年冬，中共中央和陕西省委指派蒙定军、范明、张西鼎、胡振家等人组成中共第三十八军工委，由蒙定军任书记，开展工作。陕西省委还先后从安吴青训班抽调青年知识分子作为骨干，充实了各师、旅、团、连的政治力量。三十八军工委领导共产党员和同情革命的姚警尘、孔祥祯、崔仲远、刘俊甫、温朋久、程文津、陈雨皋、周延等协助军长赵寿山在部队中办刊物、办训练班等，做了大量艰苦细致的工作。工委曾在1938年3月、10月和1939年春，先后三批选送军官、士兵和青年学生马常芬、崔一民、李东林、韩文钦、赵华茂、魏一鹗、张瑞生、曹静夫、刘光毅、刘书常、周哲民、刘书俊等十余人到延安入抗日军政大学等院校，或去安吴青训班学习。军长赵寿山派子女赵元杰、赵铭锦赴延安学习，蒋介石侦知后，勒令追回。1939年元月刘威诚被撤职后，离开了陕西警一旅，准备赴延安学习。汪锋代表中共陕西省委向刘威诚指示要“维护三十八军这一支革命力量”，让刘威诚到三十八军去工作。刘威诚于1939年底，以受孫蔚如、赵寿山派遣的形式回到三十八军，后又到十七师，先后担任一〇二团、五十一团团长，配合地下党组织工作。
1938年底，第三十一军团改为第四集团军。总司令蒋鼎文兼，副总司令孫蔚如。。川军第四十七军军长李家钰兼任集团军副总司令。蒋鼎文被任命为十战区司令长官后，孙蔚如接任总司令。裴昌会继任副总司令。参谋长陈子坚、秘书长李百川。
该军参加了1939年冬季攻势作战。1939年底年第一次反共高潮中，山西新军脱离阎锡山当局，投入八路军。蒋介石怕第三十八军受其影响。1940年9月30日，蒋介石以“为使晋南作战部队与陕豫河防部队平均劳逸,加强晋南我军作战起见”为由，命第四集团军调往河南洛阳以东地区担任河防任务，中条山防务由第三十四集团军接替。10月23日，第九十六军与新来的孔令恂第165师开始接防，第九十六军于黄堆村附近南渡黄河，由交口车站登车，至洛阳后，于翟泉镇、石桥、三十里铺、东山岭头、东马村地区集结。第三十八军驻巩县、偃师、荥阳、汜水一带。11月7日，根据第四集团军总部的命令，177师部署在赵沟口至关家间驻防，独立47旅则集结在洛阳东北的保家庄、石桥寺、夏碑一带整训。第四集团军总部设在偃师的蔡庄。第九十六军军部驻洛阳平乐镇。第一战区司令长官卫立煌下令，第四集团军在休整部队的同时，务必巩固河防，组成军队与地方相配合的防御体系。军统张太祥、龙冠军等带领大批政工人员及中央军校毕业生到第三十八军任职；指名强迫一些干部到西安“西北青年劳动营”受训。
1941年参加了郑州战役，在广武\荥阳阻击日军。
1942年春，第四集团军奉蒋介石之命整编，17师和177师取消旅的编制，每师直辖三个步兵团。177师由张玉亭、李润轩、张镜白分别任团长，师长陈硕儒调任集团军参谋长，530旅旅长李振西升任师长，政治部主任余梦非。对与共产党关系密切的38军实施“整训、缩编、调职”。1942年春，国民政府军事委员会及一战区司令部调三十八军的团以上军官到重庆、洛阳集训，进行反共教育。1942年9月1日，第九十六军独立47旅与第四集团军教导团、骑兵团合编为新14师，集团司令部参谋长陈子坚任师长，团长分别是殷义盛、雷振起、王训诚。魏凤楼挺进1纵队也由第九十六军指挥，军直辎重团团长冯迩革。
1943年秋，赵寿山军长亲自主持举办军官训练队，派刘威诚担任队长。1943年11月，汤恩伯部接替第三十八军在黄河南岸河防任务，该军集中整训。在陕西眉县暗杀了第三十八军后方办事处屯恳处处长共产党员许权中、任耕三。1944年2月，赵寿山升任第3集团军总司令赴武威就职，第三十八军：
- 军长张耀明第9集团军副总司令兼
- 副军长姚国俊(黄埔四期)、耿志介
- 第17师师长申及智
- 新编第35师师长孔从周

军长张耀明针对前两任军长孙蔚如、赵寿山对共产党友好的态度，公开发出“三十八军有共产党，要开展自首运动”“杜绝奸谋、预策安全”的一号令。1944年4月，该军参加了豫中会战中的方家岭激战。第十七师第五十团坚决抗击，后被敌包围，实力无法保存，以诈和麻痹敌人，突出重围，遭受了严重损失。张耀明指责这是“曲线救国”，五十团主要负责人遭受迫害。
1944年7月29日，李兴中升任第四集团军副总司令，同时仍兼第96军军长。到1945年3月，第四集团军在洛宁、卢氏、官道口一带与敌反复拉锯作战已近一年。第四集团军总司令孙蔚如到重庆陆军大学受训，其职由副司令裴昌会暂代。
1945年6月，第四集团军缩编成第三十八军，第九十六军和新编第14师被裁减。第四集团军原有的14个团减成9个团。孙蔚如调任第六战区司令长官，第96军军长李兴中接任第四集团军总司令，嫡系第二十七军转隶第第四集团军。第三十八军：
- 军长张耀明
- 副军长孔从周
- 第55师：新编第35师改。师长孔从周兼。
- 第177师：原隶属第九十六军。师长李振西
- 第17师：师长申及智。参谋长段森。

1945年7月17日，该军第17师的第50、第51两个团及第49团的1个营，共2300余人，在刘威诚（共产党员，第51团团长）、张复振（共产党员，第50团团长）、徐又彬、梁厉生、雷展如等的率领下，在河南洛宁县故县镇起义，7月22日进入八路军河南军区豫西二分区与司令员韩钧、政委刘聚奎部会师，8月北渡黄河进入晋冀鲁豫解放区，受到刘伯承、邓小平、陈赓等的接见。该部参加了1945年9月的上党战役。
1946年5月15日，整编第38师副师长孔从周、整编第55旅旅长孙子坤、副旅长殷义盛率部3000余人在河南巩县起义，旋即被镇压，孙子坤被俘后在南京雨花台被枪决。1946年8月8日整编第38师整编第177旅第530团第一营第二连连长吕元璧、第三连连长薛生荣在辉县起义，顺利进入太行第3军分区驻地林县杨柳川。与此同时，整编第177旅第529团的一个机枪排也起义进入解放区。这些起义投共部队改编为西北民主联军第三十八军。归陈赓、谢富治兵团指挥。重建的第17师、第55师成为胡宗南集团所辖的嫡系部队。原十七路军部队只剩下第177师李振西部，1946年为整编177旅，随整38师转战晋南、陕中，屡受打击。1949年扶眉战役中，38军损失惨重，军长姚国俊被免职，李振西接任军长，此后该部随胡宗南退入西南，在西南战役中，李振西拒绝随裴昌会起义，将部队带到四川安县以西，最终还是被迫向解放军投诚，十七路军余部的历史至此全部结束。